# Ifi Amadiume
Ifi Amadiume (née le 23 avril 1947) est une poétesse, anthropologue et essayiste nigériane. Elle a rejoint le département de religion du Dartmouth College, dans le New Hampshire aux États-Unis, en 1993.

## Biographie
Née à Kaduna de parents Igbos, Ife Amadiume a été formée au Nigéria avant de partir en Grande-Bretagne en 1971. Elle a étudié à l'École des études orientales et africaines de l'Université de Londres, où elle obtient un BA (1978) et un doctorat (1983) en anthropologie sociale. Elle a été chercheur pendant un an à l'Université du Nigeria à Nsukka, à Enugu, et a enseigné et donné des conférences au Royaume-Uni, au Canada, aux États-Unis et au Sénégal. Son travail de terrain en Afrique a conduit à deux monographies ethnographiques relatives aux Igbos : African Matriarchal Foundations (1987), et Male Daughters, Female Husband (Zed Press, 1987) qui a reçu un prix. Ce dernier est considéré comme révolutionnaire en ce que, plus d'une décennie avant l'articulation de la théorie queer, elle a fait valoir que l'égalité des sexes, en tant que construite dans le discours féministe en occident, n'existait pas en Afrique avant l'imposition coloniale d'une compréhension dichotomique de la différence sexuelle. Son livre d'essais théoriques, Réinventer l'Afrique, est paru en 1998. Des extraits de son travail sont inclus dans l'anthologie Daughters of Africa (1992).
En tant que poète, elle a participé à Festac '77, le deuxième festival mondial des arts et de la culture noirs et africains, et sa collection de 1985, Passion Waves, a été nommée pour le Commonwealth Poetry Prize (en). Elle a remporté le Prix de la Société Flora Nwapa pour son livre de poésie paru en 2006, Circles of Love.
Elle est membre du conseil consultatif du Centre for Democracy and Development (en), une organisation non gouvernementale qui vise à promouvoir les valeurs de la démocratie, de la paix et des droits de l'homme en Afrique, particulièrement en Afrique de l'Ouest.
Amadiume est largement reconnue pour son travail de pionnier sur le discours féministe : « [son] travail a apporté une énorme contribution à de nouvelles façons de penser le sexe et le genre, la question du pouvoir, la place de la femme dans l'histoire et la culture ». Anthropologue féministe, elle étudie la manière dont la colonisation a pu affaiblir le rôle des femmes nigérianes et durcir les structures patriarcales, ; elle souligne aussi les préjugés ethnocentriques dont le féminisme occidental lui-même ne s'est pas entièrement débarrassé. Elle a cependant attiré des critiques pour son « hypothèse que [la] femme est nécessairement assimilé à la paix et à l'amour ».

## Publications

### Poésie
- Passion Waves, London: Karnak House, 1985,  (ISBN 978-0907015239).
- Ecstasy, Longman Nigeria, 1995. Association of Nigerian Authors 1992 Literary Award for Poetry
- Returning
- Circles of Love, Africa World Press, 2006,  (ISBN 978-1592214891)
- Voices Draped in Black, Africa World Press, 2008,  (ISBN 978-1592215935)

### Anthropologie
- African Matriarchal Foundations: The Igbo Case, Londres: Karnak House, 1987,  (ISBN 978-0-907015-27-7)
- Male Daughters, Female Husbands: Gender and Sex in an African Society, Londres: Zed Press, 1987,  (ISBN 0-86232-595-1). St. Martin’s Press, 1990.
- Re-inventing Africa: Matriarchy, Religion and Culture, Interlink Publishing (en), 1997,  (ISBN 1-85649-534-5)
- The Politics of Memory: Truth, Healing, and Social Justice (éd., avec Abdullahi A. An-Na’im), Londres: Zed Books, 2000.
- Daughters of the Goddess, Daughters of Imperialism: African Women Struggle for Culture, Power and Democracy, Londres: Zed Books, 2000.